# Lambert Ier de Nantes
Pour les articles homonymes, voir Lambert.
Lambert Ier de Nantes (ou Lantbertus), mort le 30 décembre 836, est comte de Nantes de 818 à 831 et marquis de la Marche de Bretagne de 818 à 834, puis duc de Spolète en 834-836.

## Comte de Nantes et Marquis
En 814, il est envoyé par Louis le Pieux à Aix-la-Chapelle. Nommé comte de Nantes et préfet de la Marche de Bretagne, il succède dans ces fonctions à son père Guy vers 818. Chargé de la surveillance des Bretons, il reçoit Louis le Pieux en 818 à Nantes. Lambert participe la même année à l'expédition menée par l'empereur contre Murman, qui avait été proclamé roi par les Bretons. Après la rébellion en 822 du nouveau chef breton Wiomarc'h, il est l'instigateur en 825 du meurtre de ce dernier qui s'était pourtant soumis en personne en mai de la même année à Aix-la-Chapelle.

## Duc de Spolète
Lors de la rébellion du fils aîné de l'empereur Louis le Pieux, il prend le parti de Lothaire Ier, il est « déshonoré » puis exilé en 834 avec ce dernier en Italie où il devient duc de Spolète. Il meurt pendant l'épidémie de 836/837 qui fait des ravages dans la noblesse franque.
Lambert Ier laisse plusieurs enfants de son épouse identifiée avec une fille illégitime anonyme de Pépin d'Italie selon le site Foundation for Medieval Genealogy ou une certaine Rotrude :
- Guy Ier de Spolète mort en 860 ;
- Lambert II de Nantes ;
- Garnier, comte tué en 852 ;
- Dove, abbesse de Craon et de Nantes, décédée après 846 ;
- Itta, décédée après 849, mariée avec Siconolf de Salerne, selon le site Foundation for Medieval Genealogy et René Poupardin.

## Source Externe
- Foundation for Medieval Genealogy A. Ducs et Marquis de Spolète Lambert Ier de Nantes consulté en avril 2020.

## Sources
- André Chédeville & Hubert Guillotel La Bretagne des saints et des rois Ve – Xe siècle Editions Ouest-France  (1984)  (ISBN 2858826137).
- Noël-Yves Tonnerre Naissance de la Bretagne. Géographie historique et structures sociales de la Bretagne méridionale (Nantais et Vannetais) de la fin du VIIIe à la fin du XIIe siècle, Presses de l'Université d'Angers Angers (1994)  (ISBN 978-2903075583).
- Régine Le Jan Famille et pouvoir dans le monde franc (VIIe – Xe siècle) Tableau généalogique « Les Widonides » p. 441. Publication de la Sorbonne (1995)  (ISBN 2859442685).
- René Poupardin Études sur l'histoire des principautés lombardes de l'Italie méridionale et de leurs rapports avec l'Empire franc. Paris : Champion, 1907. [Lire en ligne (Internet Archive)].